# Dimash Kudaibergen
Dinmukhammed Kanatuly Kudaibergen (tiếng Kazakh: Дінмұхаммед Қанатұлы Құдайберген, Dinmuhammed Qanatuly Qudaıbergen; sinh 24 tháng 5 năm 1994), còn được biết đến với nghệ danh Dimash Kudaibergen, là một nam ca sĩ, nhạc sĩ và nghệ sĩ đa nhạc cụ người Kazakhstan. Dimash sở hữu quãng giọng rất rộng và có thể hát bằng 13 thứ tiếng khác nhau.

## Tuổi thơ
Dimash Kudaibergen sinh ngày 24 tháng 5 năm 1994 tại Aktobe, Kazakhstan. Cha anh là Kanat Kudaibergenuly Aitbayev (Қанат Құдайбергенұлы Айтбаев), mẹ anh là Svetlana Ermekovna Aitbayeva (Светлана Ермековна Айтбаева). Cha anh đã từng là lãnh đạo Ban phát triển Văn hóa khu vực Oktobe. Mẹ anh là ca sĩ giọng nữ cao tại Aktobe Philharmonic Society, ủy viên ban Thường vụ về Phát triển Văn hóa Xã hội của khu vực Oktobe và Giám đốc Nghệ thuật của Studio dành cho trẻ em Saz.
Dimash được nuôi dưỡng trong một gia đình có truyền thống âm nhạc, ông và bà của anh đóng vai trò quan trọng trong việc nuôi dạy anh theo phong tục truyền thống của người Kazakhstan.
Dimash đã bắt đầu biểu diễn từ khi còn rất nhỏ, trong khoảng thời gian đầu anh thường hay hát và chơi Piano. Lần đầu tiên anh xuất hiện trên sân khấu là năm 2 tuổi, trong một vai nhỏ ở vở kịch tại địa phương. Ngay từ khi còn nhỏ Dimash đã rất thích các loại nhạc cụ khác nhau và có khả năng cảm âm tuyệt đối. Lúc 5 tuổi, anh bắt đầu tham gia các lớp học piano và thanh nhạc tại phòng thu dành cho trẻ em của trường cao đẳng âm nhạc Akhmet Zhubanov. Trong cùng năm ấy, Dimash lần đầu tiên hát trên sân khấu. Vào năm 6 tuổi (năm 2000) Dimash giành chiến thắng trong cuộc thi piano quốc gia Aynalayin.

## Trình độ học vấn
Quá trình học tập:
- Năm 5 tuổi, Dimash bắt đầu học piano và thanh nhạc tại phòng thu dành cho trẻ em của trường Cao đẳng Âm nhạc Akhmet Zhubanov của Aktobe.[2][3] Sau đó anh học tại Gymnasium Số 32.[4]
- Năm 2009, Dimash hoàn thành lớp nhạc kịch Broadway.[5]
- Năm 2014, anh tốt nghiệp chuyên ngành Thanh nhạc cổ điển (Bel Canto) tại viện âm nhạc của đại học K. Zhubanov ở Aktobe.
- Ngày 27 tháng 6 năm 2018, anh tốt nghiệp chuyên ngành Thanh nhạc đương đại (jazz, pop) tại đại học Nghệ thuật quốc gia Kazakhstan ở Astana.[6][7]
- Ngày 18 tháng 6 năm 2020 anh  tốt nghiệp thạc sĩ chuyên ngành Sáng tác với điểm số tuyệt đối và nhận được thư giới thiệu nhập học tiến sĩ Âm nhạc tại đại học Nghệ thuật quốc gia Kazakhstan ở Astana.[8][9]

Dimash chơi được 7 nhạc cụ:: piano, organ, dombra, trống, guitar, marimba và Bayan. Và nói được tiếng Kazakhstan và tiếng Nga, đồng thời đang học tiếng Anh và tiếng Quan Thoại.
Dimash đã biểu diễn bằng 13 thứ tiếng khác nhau: Kazakh, Nga, Anh, Quan Thoại, Ý, Pháp, Tây Ban Nha, Đức, Serbia, Thổ Nhĩ Kỳ, Ukrainian, Kyrgyz và Nhật.

## Tiểu sử

### Năm 2010 - 2014
Từ năm 2010 đến năm 2013 Dimash đã tham gia và chiến thắng 4 cuộc thi lớn bao gồm Sonorous Voices of Baikonur 2010 và Zhas Kanat 2012 tại Kazakhstan; Oriental Bazaar 2012 tại Ukraine và Meikin Asia 2013 tại Kyrgyzstan.
Dimash lần đầu tiên thu hút sự chú ý rộng rãi của các phương tiện truyền thông nước nhà nhờ vào chiến thắng cuộc thi Zhas Kanat với điểm số tuyệt đối từ ban giám khảo 180/180, đây là số điểm cao nhất trong lịch sử cuộc thi từ trước đến nay. Cùng năm 2012, tác phẩm tự sáng tác đầu tiên của Dimash mang tên My Beauty (Көркемім) được phát hành. Năm 2013, anh được mời biểu diễn với tư cách ca sĩ khách mời tại Đêm Gala Türkçevizyon ở Denizli, Thổ Nhĩ Kỳ.
Vào tháng 12 năm 2014, Kudaibergen đã được trao vòng nguyệt quế của Giải thưởng State Youth Prize Daryn.

### Năm 2015 - 2016
Sau khi tốt nghiệp, Dimash đã biểu diễn ở nhiều nước khác nhau trong khu vực châu Á và châu Âu. Năm 2015, anh được mời tham gia cuộc thi Slavic Bazaar ở Vitebsk, Belarus sau khi một thành viên trong ban tổ chức xem được màn trình diễn trực tiếp của anh tại Kazakhstan. Trong cuộc thi này, anh đã trình diễn các ca khúc: Daididau (bài hát dân ca của Kazakhstan); Blizzard Again (Опять Метель) của ca sĩ người Nga Alla Pugacheva và SOS d'un terrien en détresse của ca sĩ người Pháp Daniel Balavoine. Với những màn trình diễn trên, anh đã giành được trọn vẹn tình yêu của khán giả và ban giám khảo. Tại đây anh tiếp tục giành được giải Grand Prix vào ngày 13 tháng 7 năm 2015, với số điểm 175 trên 180 và được ban giảm khảo cùng với truyền thông quốc tế công nhận rộng rãi. Chủ tịch hội đồng giám khảo Polad Bülbüloğlu, tuyên bố rằng Dimash sở hữu cả 3 chất giọng: nam trầm, nam trung và cả altino (đây là một chất giọng hiếm), anh ấy đã sử dụng tất cả chúng trong một bài hát một cách cực kì chuyên nghiệp.
Sau chiến thắng Slavianski Bazaar, Dimash thường xuyên xuất hiện trên các phương tiện truyền hình quốc gia và các sự kiện truyền thông đại chúng. Các sự kiện bao gồm: Expo 2015 tại Milan, Ý; buổi biểu diễn Mangilik El dành cho lễ kỷ niệm 550 năm ngày thành lập Hãn quốc Kazakhstan; Liên hoan phim Quốc tế Á-Âu 2015 tại Almaty; và buổi hòa nhạc tại nhà hát Opera Astana có sự tham dự của chủ tịch nước TQ Tập Cận Bình.
Tháng 8 năm 2015, Dimash đã phát hành sáng tác thứ 2 của mình mang tên Unforgettable Day (Ұмытылмас күн). Tháng 10 năm 2015, Dimash được chọn để đại diện cho Kazakhstan than gia Liên hoan Ca khúc Truyền hình ABU 2015 tại Istanbul, Thổ Nhĩ Kỳ. Tại đây anh biểu diễn ca khúc Daididau và nhận được sự đón nhận nồng nhiệt. Tháng 11 năm 2015, Dimash biểu diễn tại lễ bế mạc ở Turkic (thủ đô Văn hóa nghệ thuật và lễ hội của các quốc gia sử dụng hệ ngôn ngữ Turkic), Turkmenistan.
Ngày 1 tháng 1 năm 2016 Dimash phát hành một đĩa mở rộng (Extended play). Tháng 2 năm 2016, màn trình diễn Daididau của anh được Liên hiệp phát sóng Châu Âu lựa chọn làm đại diện cho Kazakhstan xuất hiện trong chương trình Around the World in 80 Minutes of Music dành riêng cho ngày Phát thanh thế giới 2016. Tháng 3 năm 2016, Dimash đã hát cùng cha mẹ mình tại buổi hòa nhạc tại Astana và buổi hòa nhạc All Stars for My Beloved tại cung điện Kremlin ở Moscow nhân ngày Quốc tế phụ nữ. Tháng 3 và tháng 4 năm 2016, anh đi lưu diễn cùng Dàn nhạc Giao hưởng Đại học Nghệ thuật Kazakhstan tại Vienna, Áo; Maribor, Slovenia; và Belgrade, Serbia với 2 ca khúc  SOS d'un terrien en détresse và Daididau.
Tháng  4 đến tháng 12 năm 2016, Dimash tổ chức chuyến lưu diễn có tên Unforgettable Day, đây là chuyến lưu diễn dành cho riêng mình đầu tiên của anh. Chuyến lưu diễn gồm 25 buổi hòa nhạc được trình diễn lại 25 khu vực của Kazakhstan, chuyến lưu diễn này được tổ chức nhằm kỉ niệm 25 năm độc lập của Kazakhstan. Những bài hát được trình diễn tại Unforgettable Day được hát bằng nhiều ngôn ngữ khác nhau.
Vào tháng 7 năm 2016, anh được mời biểu diễn tại lễ khai mạc Slavic Bazaar ở Belarus, nơi anh song ca với Nagima Eskalieva, và cũng được vinh dự nâng cao lá cờ của lễ hội. Năm 2016 Kudaibergen trở thành giám khảo tại Bala Dausy 2016 (Giọng hát của nhi đồng 2016).
Các hoạt động nổi bật khác của Kudaibergen trong năm 2016 bao gồm: tham gia cuộc thi Zhas Kanat hàng năm với tư cách là ca sĩ khách mời; biểu diễn "Diva Dance" tại buổi hòa nhạc Astana Day có sự tham dự của Tổng thống Kazakhstan; trình diễn bài hát rap "I Am Kazakhstan" (với Yerbolat và Alashuly) tại buổi hòa nhạc Gala mừng sinh nhật lần thứ 1000 của Almaty; trình diễn tại sự kiện của UNESCO ở Paris, Pháp;  tại Lễ hội Văn hóa Turkic ở Seoul, Hàn Quốc với sự tham dự của tổng thống Hàn Quốc, Kazakhstan, Thổ Nhĩ Kỳ, Kyrgyzstan, Azerbaijan và Turkmenistan; tại cuộc thi truyền hình Big Opera 2016 ở Nga, anh cùng với Sundet Baigozhin đại diện cho Kazakhstan với tư cách là ca sĩ khách mời.
Vào tháng 11 năm 2016, giám đốc Nhà hát Opera Tiểu bang Astana, Toleubek Alpiyev, mời Dimash làm ca sĩ opera và nói rằng giọng hát của anh ấy sẽ là "lý tưởng cho opera baroque",  nhưng anh ấy quyết định theo đuổi sự nghiệp âm nhạc đương đại.

### Năm 2017
Đầu năm 2017, Dimash xuất hiện trong chương trình I'm A Singer của đài truyền hình Hồ Nam với sự giới thiệu của đạo diễn Hong Tao, và ký hợp đồng với Black Gold Talent tại Bắc Kinh. Ở tuổi 22, anh trở thành người trẻ nhất trong lịch sử chương trình, tại đây anh phải cạnh tranh với các ca sĩ chuyên nghiệp và nổi tiếng nhất tại Trung Quốc với tư cách là một  'wildcard'. Mẹ của anh đã từng nói rằng, anh ấy hy vọng sẽ đến được chặn giữa của cuộc thi.
Tại các tâp 1,2 và 6 anh đã giành chiến thắng với các màn trình diễn: "S.O.S d'un terrien en détresse", "Opera 2", và "Adagio". Kết thúc cuộc thi anh giành được giải nhì chung cuộc, về sau ca sĩ Sandy Lam đến từ Hong Kong.
Với sự chiến thắng ở tập 1 với ca khúc "SOS d'un terrien en détresse", tên tuổi của Dimash đã trở nên nổi tiếng và trở hành một "hiện tượng" tại Trung Quốc, Kazakhstan và Pháp.
Tại tập 2 và tập 3 với màn trình diễn: Opera 2 của Vitas và The Show Must Go On của Queen. Đài truyền hình Hồ Nam và các phương tiện truyền thông của Trung Quốc đã gọi anh là "cầu nối cho sự hợp tác văn hóa Kazakh - Trung". Trong khoảng thời gian giữa tập 3 và tập 4, Dimash cùng với Zarina Altynbayeva đã biểu diễn tại lễ khai mạc Winter Universiade 2017 và trình diễn ca khúc A Question of Honor của Sarah Brightman. Trong tập 3 anh lần đầu tiên trình diễn ca khúc tiếng Phổ thông đầu tiên trong cuộc đời mình, ca khúc mang tên Late Autumn (秋意浓) và xếp thứ 3. Tại tập 4, anh được gặp thần tượng thời thơ ấu của mình là diễn viên Thành Long. Tại tập 6, anh trình bày ca khúc Adagio của Lara Fabian và được chính Lara Fabian khen ngợi.
Trong tập 7, Dimash trình diễn ca khúc dân ca truyền thống của Kazakhstan "Daididau" cùng với dàn nhạc dân gian của trường đại học Nghệ thuật Quốc gia Kazakhstan. Trong màn trình diễn này, anh cùng với các đồng đội mặc trang phục truyền thống của Kazakhstan (shapan). Mở đầu màn trình diễn là một bản nhạc truyền thống có tên là Adai (Адай) được Dimash và đồng đội thực hiện trên Dombra sau đó anh mới hát ca khúc Daididau. Buổi biểu diễn của anh đã được đón nhận một cách tích cực và khơi dậy sự quan tâm về âm nhạc và văn hóa Kazakhstan tại Trung Quốc. Sau đó tại một cuộc phỏng vấn Dimash đã nói rằng: sự đón nhận của mọi người một lần nữa đã chứng minh rằng " Âm nhạc không có biên giới". Sau khi tập 7 được phát sóng, một bộ phim tài liệu về Dimash đã được phát trên truyền hình Hồ Nam.
Tại tập 10 anh đã hát bài hát của chính mình Unforgettable Day với một đoạn được dịch sang tiếng Quan Thoại. Chỉ trong vài ngày sau khi tập 10 phát sóng, Unforgettable Day đã vào top đầu trong bảng xếp hạng Fresh Asia Music. Ngày 5 tháng 4, anh phát hành đĩa đơn tiếng Trung đầu tiên của mình Eternal Memories (拿不走的记忆), đây là bài hát của bộ phim Battle of Memories (记忆大师).
Trong tập 12, Dimash đã hát Confessa của  Adriano Celentano bằng tiếng Ý và The Diva Dance nhạc phim The Fifth Element. Trong tập này anh đứng vị trí thứ 2 và được đi thẳng vào chung kết. Vào ngày 12 tháng 4, anh phát hành đĩa đơn "Go Go Power Rangers" đây là bài hát chủ đề của bộ phim Power Rangers.
Trong đêm chung kết, Dimash đã song ca với Laure Shang trong ca khúc "A Tribute to MJ" và giành ngôi vị Á Quân. Trong tập cuối, đêm Gala, Dimash đã biểu diển ca khúc tiến Kazakh "Give Me Love" (Маxаббат Бер Маған; Makhabbat Ber Magan).
Trong giai đoạn này Dimash đã xuất hiện một cách dày đặc trên các chương trình của truyền hình Trung Quốc, bao gồm: "Happy Camp", My Boyfriend's A Superstar/Fan Fan Boyfriend và Come Sing with Me (nơi người hâm mộ được hát cùng thần tượng của họ). Ngoài các chương trình truyền hình anh còn tham gia biểu diễn tại Chinese Top Ten Music Awards tại Thượng Hải (đây là nơi anh giành giải thưởng Trung Quốc đầu tiên, Ca sĩ Châu Á xuất sắc nhất); Top Chinese Music Awards ở Thâm Quyến, Trung Quốc (đây là giải thưởng âm nhạc Châu Á tương đương với giải Grammy, tại đây anh giành được giải "Ca sĩ quốc tế được yêu thích nhất"); buổi dạ tiệc Con đường tơ lụa được tổ chức bởi Đại sứ quán Kazakhstan và Bộ Văn hóa Trung Quốc ở Bắc Kinh.
Khi Dimash trở về Kazakhstan sau khi kết thúc chương trình I'm A Singer 2017 anh đã được chào đón bằng sự kiện chúc mừng tại Astana. Sau đó anh tham gia một loạt các sự kiện cộng đồng ở Trung Quốc, Kazakhstan và Pháp.
Các buổi biểu diễn của anh tại Pháp bao gồm: "SOS d'un terrien en détresse" trong chương trình truyền hình "Les Années Bonheur"; các buổi biểu diễn từ thiện tại Global Gift Galas tại Paris và Cannes (sau khi anh được mời tham dự bởi Chủ tịch danh dự của quỹ Eva Longoria); Liên hoan phim Cannes và dạ tiệc Rukhani Zhangyru tại trụ sở chính của UNESCO tại Paris.
Ngày 27 tháng 6 năm 2017, Dimash đã tổ chức buổi hòa nhạc solo qui mô lớn đầu tiên mang tên Bastau ("Beginning") tại Astana, Kazakhstan. Hầu hết các buổi hòa nhạc kéo dài 3 giờ và được hỗ trợ bởi dàn nhạc giao hưởng. Các khách mời bao gồm Terry Lin, Loreen, Sophie Ellis-Bextor and Marat Aitimov. Tại đây anh đã biểu diễn song ca với Maira Mukhamedkyzy, Kristina Orbakaitė và cha mẹ anh (Svetlana Aitbayeva và Kanat Aitbayev). Tại đây anh đã cho ra mắt các bài hát  "My Star" (Жұлдызым), "Without You" (Кім екен), "Last Word" (Сөз соңы), and "Leyla" (Лейла). Bastau được đón nhận nồng nhiệt và bán hết sạch vé cho khoảng 30.000 người.
Vào tháng 7, bài hát "Ocean over Time" (:时光 · 沧海) được phát hành tại Trung Quốc làm bài hát chủ đề cho trò chơi Moonlight Blade. Bài hát này đã giành được giải thưởng Media Award của Hollywood. Trong cùng tháng này anh hát tại lễ bế mạc Slavic Bazaar ở Vitebsk, Belarus (nơi sự nghiệp quốc tế của anh bắt đầu vào năm 2015). Ngoài ra trong tháng này anh còn biểu diễn ở Liên hoan phim quốc tế Á-Âu 2017.
Vào ngày 16 tháng 9, Dimash tham gia lễ hội Gakku Open-Air ở Almaty với tư cách là ca sĩ chủ chốt, lễ hội đã thu hút 150.000 người tham gia. Trước sự kiện này, nốt cao nhất của anh được ghi nhận là G#7, ngang với Mariah Carey. Tại lễ hội này, anh đã vượt qua chính mình với nốt D8 trong bài hát "Unforgettable Day".
Năm 2017, vận động viên trượt băng nghệ thuật người Kazakhstan Denis Ten, từng đoạt huy chương Olympic, bắt đầu sử dụng bản trình diễn "SOS d'un terrien en détresse" cho các chương trình trượt băng của mình.

### Năm 2018
Năm 2018 cũng là một năm Dimash hoạt động sôi nổi tại thị trường Trung Quốc. Ngoài tham gia các chương trình về âm nhạc, anh còn tham gia chương trình truyền hình thực tế Choose Big Star với tư cách là khách mời tham dự. Cũng trong năm này, Dimash đã xuất hiện trong vở kịch ngắn có tên "PhantaCity" trong vai chính của vở kịch và biểu diễn "If I Never Breathe Again" và "When You Believe".
| Tiết mục biểu diễn                         | Chương trình                    | Bạn diễn                                   | Ghi chú                                 |
| ------------------------------------------ | ------------------------------- | ------------------------------------------ | --------------------------------------- |
| - Flight of the Bumblebee - Auld Lang Syne | Lễ hội Mùa xuân CCTV Gala       | Nghệ sĩ dương cầm Wu Muye và Maksim Mrvica | Biểu diễn bằng tiếng Quan Thoại         |
| - Jasmine                                  | New Year Gala                   | Quán quân giải Grammy Wu Tong              |                                         |
| - Hello (Lionel Richie)                    | Singer 2018                     |                                            | Tham gia với tư cách là ca sĩ khách mời |
| - Daididau                                 | One Belt One Road Gala          | Dàn nhạc giao hưởng                        |                                         |
| - You and Me                               | Lễ hội trung thu Trung Quốc     | Wáng Lì                                    |                                         |
| - Screaming                                | Chương trình Idol Hits          |                                            |                                         |
| - Unforgettable Day                        | Chung kết Hoa hậu Thế giới 2018 |                                            |                                         |
| - My Heart Will Go On (Celine Dion)        | Liên hoan phim Quốc tế Hainan   |                                            |                                         |

| Tiết mục biểu diễn                                          | Chương trình       | Địa điểm         | Tư cách tham dự                  |
| ----------------------------------------------------------- | ------------------ | ---------------- | -------------------------------- |
| - "SOS d'un terrien en détresse                             | Slavic Bazaar 2018 | Vitebsk, Belarus | Giám khảo và khách mời biểu diễn |
| - Sinful Passion (tại lễ khai mạc) - Adagio (tại lễ bế mạc) | New Wave           | Sochi, Nga       | Khách mời biểu diễn              |

Tại chương trình Idol Hits, anh đã cho ra mắt đĩa đơn tiếng anh đầu tiên của mình mang tên "Screaming".
Tháng 11 năm 2018, Dimash hợp tác với nhà soạn nhạc nổi tiếng người Nga Igor Krutoy và cho ra mắt đĩa đơn  "Love of Tired Swans" (Любовь уставших лебедей / Lyubov' ustavshikh lebedey). Sau khi phát hành ca khúc, Dimash đã tổ chức hàng loạt các buổi biển diễn tại Nga sau đó. Vào tháng 12, "Love of Tired Swans" đã được trao giải là 1 trong những bài hát hay nhất năm 2018 ở chương trình Gala "Bài hát của năm" tại Moscow, Nga.
Trong năm này, Dimash đã tổ chức 3 buổi hòa nhạc cá nhân bao gồm: 2 buổi hòa nhạc "D-Dynasty" ở Phúc Châu và Thâm Quyến; 1 buổi hòa nhạc cá nhân tại Luân Đôn trong khuôn khổ "Ngày hội Văn hóa Kazakhstan".

### Năm 2019
Đầu năm 2019, Dimash tham gia cuộc thi tìm kiếm tài năng The World's Best của đài truyền hình CBS. Tại đây, anh được khán giả Hoa Kỳ đặt cho biệt danh là "Six Octave Man" và "man with the world's widest vocal range" (người đàn ông có quãng giọng rộng nhất thế giới). Tại cuộc thi này, anh đã biểu diễn 2 tiết mục:  "SOS d'un terrien en détresse" tại vòng thử giọng và "All by Myself" ở vòng battle round (vòng đối đầu). Tại vòng bán kết, anh đã chủ động rút khỏi cuộc thi với lý do anh muốn nhường lại cơ hội cho những người nhỏ tuổi hơn (Theo truyền thống của Kazakhstan và những gì Dimash đã được học từ nhỏ tại gia đình mình: luôn trân trọng trẻ em và tạo mọi điều kiện để trẻ em phát triển). Trước khi rút lui, anh đã biểu diễn ca khúc "Adagio" để tặng cho khán giả và ban giám khảo.
Theo nhiều nguồn thông tin cho biết, trước khi đồng ý tham gia chương trình, anh đã nhiều lần từ chối. Sau nhiều lần chương trình thuyết phục, Dimash đã đồng ý với điều kiện là anh ấy sẽ không phải thi đấu với trẻ em. Và cho đến khi Dimash đang chuẩn bị cho phần thi đêm chung kết của mình sau cánh gà, anh mới biết được mình sẽ phải thi đấu với Daneliya Tuleshova 12 tuổi và Lydian Nadhaswaram 13 tuổi (theo format chương trình: các đối thủ sẽ không có cơ hội gặp mặt nhau cho đến khi bắt đầu thi đấu), điều này hoàn toàn trái ngược với những gì anh đã yêu cầu trước đó.
Ngày 13 tháng 6 năm 2019, Dimash phát hành album đầu tiên của mình mang tên iD tại Trung Quốc. Sau 37 giây phát hành, Album đã đạt danh hiệu Bạch kim (theo RIAA, album sẽ trở thành một bản thu âm bạch kim khi doanh số hoặc lượt tải xuống đạt từ 1 triệu đến 5 triệu) và sau 1 giờ phát hành Album đã đạt mốc bản thu âm Bạch kim thứ 3.
Ngày 29 tháng 6 năm 2019, Dimash đã tổ chức buổi hòa nhạc Arnau tại Astana Arena (Nur-Sultan, Kazakhstan), buổi hòa nhạc đã thu hút được 40.000 người từ 64 quốc gia khác nhau.
Năm 2019, tiếp tục hợp tác với Igor Krutoy trong các ca khúc "Mademoiselle Hyde", "Love is Like a Dream" (Любовь, похожая на сон), "Know" (Знай), "Olimpico" (tên gọi khác là "Ogni Pietra"), "Where Love Lives" (Там, где живет любовь), "Passione", "Ulisse" (song ca với Aida Garifullina) và "Ti Amo Così" (cùng với Aida Garifullina và Lara Fabian), "Love of Tired Swans" (Любовь уставших лебедей).
Tháng 10 và tháng 11, Dimash tham gia Igor Krutoy Anniversary Tour với tư cách là khách mời biểu diễn tại các thành phố: New York, Dubai, Minsk và Düsseldorf.
Ngày 5 tháng 12 năm 2019, Dimash được trao giải "Ca sĩ xuất sắc nhất trong dòng nhạc cổ điển" và Giải đặc biệt cho "Khám phá của năm" tại Lễ trao giải Âm nhạc Quốc gia Nga Victoria (đây được xem là giải Grammy của Nga).
Ngày 10 tháng 12 năm 2019, Dimash tổ chức buổi hòa nhạc cá nhân đầu tiên của mình tại Hoa Kỳ. Buổi hòa nhạc có tên là Arnau Envoy, được biểu diễn tại Barclays Center, New York. Buổi hòa nhạc đã thu hút 19.000 khán giả đến từ 63 quốc gia. 
| Ca khúc                                                                                  | Chương trình                                       | Vị trí                 | Tư cách tham dự         | Ghi chú                          |
| ---------------------------------------------------------------------------------------- | -------------------------------------------------- | ---------------------- | ----------------------- | -------------------------------- |
|                                                                                          | Cuộc thi Super Vocal TV                            | Trung Quốc             | Ban giám khảo           |                                  |
| SOS d'un terrien en détresse                                                             | The World's Best                                   | Hoa Kỳ                 | Thí sinh                |                                  |
| All by Myself                                                                            | The World's Best                                   | Hoa Kỳ                 | Thí sinh                |                                  |
| Adagio                                                                                   | The World's Best                                   | Hoa Kỳ                 | Thí sinh                |                                  |
| Know Уходит праздник Passione Love of Tired Swans Love is Like a Dream Mademoiselle Hyde | New Wave 2019                                      | Sochi, Nga             | Ca sĩ khách mời         |                                  |
| Olympico Where Love Lives                                                                | Lễ bế mạc giải vô địch WorldSkills                 | Kazan                  | Ca sĩ khách mời         |                                  |
| Olympico                                                                                 | Igor Krutoy Anniversary Gala                       | Arena VTB, Moscow, Nga | Ca sĩ khách mời         |                                  |
| Love Of My Life (Queen)                                                                  | Chung kết The Singer 2019                          | Trung Quốc             | Ca sĩ khách mời         | Trình diễn cùng Super Vocal Boys |
| 荆棘王冠 Screaming Give me love 拿不走的记忆 重启爱情+难忘的一天                         | Lễ hội âm nhạc núi Nga My                          | Trung Quốc             | Ca sĩ khách mời         |                                  |
| Guests from Afar, Please Stay                                                            | Lễ hội văn hóa Châu Á                              | Trung Quốc             | Ca sĩ khách mời         |                                  |
| The Crown Screaming Unforgettable Day                                                    | Lễ khai mạc tuần phim hành động quốc tế Thành Long | Trung Quốc             | Ca sĩ khách mời         |                                  |
| Samal Tau                                                                                | Lễ bế mạc Liên hoan phim Quốc tế Con đường Tơ lụa  | Trung Quốc             | Ca sĩ khách mời         |                                  |
| Our Love                                                                                 | Masked Singer China                                | Trung Quốc             | Ca sĩ khách mời         |                                  |
| Olimpico                                                                                 | Đại hội thể thao châu Âu                           | Minsk, Belarus         | Ca sĩ khách mời         |                                  |
| SOS d'un terrien en détresse                                                             | Liên hoa ca khúc truyền hình ABU 2019              | Tokyo, Nhật Bản        | đại diện cho Kazakhstan |                                  |

### Năm 2020
Đầu năm 2020, Dimash đã cho xuất bản 2 ca khúc nhạc phim: Hāi pí yíxià (嗨皮一下) cho phim Vanguard  và ca khúc Across Endless Dimensions cho phim Creators: The Past.
Tháng 2, chuyến lưu diễn có tên Arnau Europe chính thức được khởi động nhưng đã bị tạm dừng vào tháng 3 do Covid-19.
Ngày 18 tháng 6 năm 2020, Dimash đã kí hợp đồng quản lí với IPZUSA (một công ty có trụ sở tại New Jersey), thông báo đã được đăng trên trang web chính thức của công ty.
Ngày 30 tháng 9 năm 2020, Dimash trở thành nghệ sĩ Kazakhstan đầu tiên xuất hiện trên kênh Youtube chính thức của MTV USA  với video ca nhạc "Qairan Elim"  được biểu diễn bằng tiếng Kazakh. Video được lọt vào top 5 của MTV USA Livestream trong 10 tuần liên tiếp (từ 2/10/2020 - 18/12/2020). Sau đó là các cuộc phỏng vấn giữa Dimash và người dẫn chương trình Kevan Kenney được phát trực tiếp trên kênh MTV USA Youtube Livestream từ tháng 12/2020 đến tháng 2/2021.
Tháng 11 năm 2020, Dimash đã được phỏng vấn bởi Muz-TV với chủ đề sự nghiệp và cuộc sống của anh ấy.
Tháng 12 năm 2020, Dimash phát hành video âm nhạc mới có tên "I Miss You" với sự hợp tác của đạo diễn người Nga Evgeny Kuritsyn.

### Năm 2021
Ngày 16 tháng 1 năm 2021, Dimash tổ chức buổi hòa nhạc trực tuyến đầu tiên của mình trên nền tảng Tixr. Buổi hòa nhạc có tên Dimash Digital Show, với một phần doanh thu sẽ được quyên góp cho dự án CURE. Dimash Digital Show bao gồm các màn trình diễn  "SOS d'un terrien en détresse", "War and Peace" và 15 ca khúc khác, đánh dấu sự hợp tác giữ Dimash và dự án CURE.
Vào ngày 17 tháng 1, Sister Cities International đã phát trực tuyến ca khúc "Samaltau" và ca khúc "SOS d'un terrien en détresse" vào ngày 20 tháng 1 cho sự kiện Online Annual Gala 2021 với chủ đề All Roads Lead to Diplomacy.
Ngày 31 tháng 1 năm 2021, Dimash cho phát hành video âm nhạc mang tên "Golden" trên nền tảng Tixr ngay sau khi phát sóng nó ở Dimash Digital Show.
Từ ngày 15/1 đến ngày 4/6, Dimash liên tục giành được vị trí top 5 tại MTV USA Friday Livestream. Trong 29 tuần, từ tháng 10 năm 2020 đến tháng 6 năm 2021, Dimash đã có 5 video giành được vị trí số 1 tại USA Friday Livestream và được phát trực tiếp tại thị trường Bắc Mỹ và khắp thế giới.
Tháng 3 và tháng 5 năm 2021, Dimash cho phát hành các video ca nhạc nhằm kỉ niệm ngày thống nhất đất nước Kazakhstan. Các video đó bao gồm:  "Golden" (Nauryz); "Amanat"; "Kieli Meken"; "Qairan Elim".
Ngày 02 tháng 4 năm 2021, Dimash cho phát hành đĩa đơn "Be With Me", mang một phong cách âm nhạc hoàn toàn mới (ca khúc lần đầu được ra mắt vào ngày 16 tháng 1 năm 2021).
Ngày 04 tháng 6 năm 2021, Dimash cùng với nhà soạn nhạc người Kazakhstan Renat Gaissin cho phát hành video song tấu nhạc cụ có tên "River of Love ".
Từ ngày 15 đến 19 tháng 7 năm 2021, Dimash tham dự đại hôi âm nhạc thường niên Slavic Bazaar tại Minsk, Belarus với tư cách thành viên của hội đồng ban giám khảo và là ca sĩ khách mời.
Từ ngày 19 đến 25 tháng 08 năm 2021, Dimash tham dự sự kiện thường niên New Wave tại Sochi, Nga với tư cách là thành viên ban giám khảo và là ca sĩ khách mời. Tại đây, anh đã cho ra mắt 3 bài hát mới. Trong đó Stranger và Ave Maria là sự hợp tác giữa anh cùng nhà soạn nhạc Igor Krutoy, bài hát còn lại là Fly Away được sáng tác bởi Edilzhan Gabbasov.
Ngày 28 tháng 09 năm 2021, Dimash tham dự Liên hoan phim sinh viên quốc tế Bắc Kinh với tư cách là ca sĩ khách mời, đánh dấu sự trở lại của anh trên thị trường âm nhạc Trung Quốc sau gần 2 năm vắng bóng do đại dịch Covid-19.
Tháng 11 năm 2021, 2 ca khúc của Dimash là Fly Away và Be with me xuất hiện trong bảng xếp hạng Billboard Top 10 ca khúc được nhắc đến nhiều nhất trên Twitter.
Ngày 28 tháng 11 năm 2021, Dimash tham dự Tokyo Jazz Festival và lần đầu thể hiện ca khúc Ikanaide của Toji Tamaki bằng tiếng Nhật. Màn trình diễn của anh đã được chính người viết lời của bài hát – ngài Goro Matsui dành lời khen ngợi.
Ngày 06 tháng 12 năm 2021, Dimash vinh dự là một trong ba người được nhận giải thưởng "Đóng góp quan trọng trong lĩnh vực văn hóa" ("For Merits in the field of culture") của giải thưởng quốc gia "30 years – 30 names" được tổ chức nhân dịp kỉ niệm 30 năm ngày độc lập của đất nước Kazakhstan vào ngày 16/12.
Ngày 12 tháng 12 năm 2021, Dimash tham dự Lễ bế mạc Liên hoan phim Quốc tế Con đường Tơ lụa lần thứ 8 tại Phúc Châu, Trung Quốc. Tại đây, Dimash trình diễn solo ca khúc "I miss you" (я скучаю по тебе) và hát cùng với Chang Shilei ca khúc "The universe will witness" (天地鉴).
Ngày 16 tháng 12 năm 2021, Dimash cho phát hành video ca nhạc Omir Oter (Life is short) bằng tiếng Kazakh. Ca khúc lần đầu được ra mắt tại Dimash Digital Show vào ngày 16 tháng 01 năm 2021.

## Quãng giọng và phong cách
Dimash Kudaibergen được nhiều người công nhận với quãng giọng cực kỳ rộng. Quãng giọng của anh ấy trải dài 5 quãng 8 và 10 bán âm , tính từ E2 - nốt thấp nhất anh có thể hát bằng giọng ngực,  đến C6 - nốt cao nhất của giọng pha, tiếp đến là F#6 - nốt cao nhất khi hát bằng giọng óc và cuối cùng là D8 - nốt cao nhất mà anh ấy có thể hát bằng giọng sáo cũng là nốt cao nhất mà Dimash có thể hát từng được ghi nhận.
Ngoài ra, Dimash còn sử dụng vocal fry để đạt được các nốt dưới E2 trong các bài hát của mình và nốt thấp nhất từng được ghi nhận ở quãng giọng này là F#1. Tuy nhiên, vocal fry lại không được tính vào quãng giọng nên đây là lý do khiến nhiều người nhầm lẫn rằng Dimash có quãng giọng 6 quãng 8 nhưng thực tế chỉ là 5 quãng 8 và 10 bán âm.
Dimash Kudaibergen đã hát và thử nghiệm ở nhiều thể loại âm nhạc. Thể loại âm nhạc chính mà anh ấy đang theo đuổi hiện tại là classical crossover. Ngoài ra, Dimash cũng hát nhạc cổ điển, pop, dân ca và world music. Anh ấy cũng kết hợp sử dụng nhiều yếu tố âm nhạc, phong cách và kỹ thuật thanh nhạc của nhiều thể loại khác nhau, bao gồm jazz, rock, RnB, nhạc kịch, và rap.
Dimash cũng được biết đến với khả năng sử dụng giọng sáo và khả năng hát bằng full head voice.

## Các lĩnh vực khác

### Người mẫu
Dimash đã làm người mẫu cho các tạp chí Lifestyle và Fashion cũng như nhiều hãng thời trang khác. Anh cũng đã xuất hiện trên các trang của bìa tạp chí Men's health, Southern Metropolis, Starbox, Easy, L'Officiel Hommes, Ivyplume, Chic, Chicteen, Elle và Esquire. Ngoài ra, Dimash cũng xuất hiện trong loạt ảnh của các tạp chí Cosmopolitan, OnlyLady và Esquire, đồng thời cũng có mặt trong các video thời trang của Elle Shop và Cosmopolitan.

### Diễn xuất
Dimash từng tham gia diễn xuất trong một số chương trình của Trung Quốc như Fanfan Boyfriend năm 2017 và Phantacity vào năm 2018. Đầu năm 2020, anh cùng nhạc sĩ Igor Krutoy và các nghệ sĩ Nga khác tham gia diễn xuất vở nhạc kịch "1001 nights or the Territory of love" ("1001 ночь, или Территория любви) được phát sóng trong đêm giao thừa tại Nga. Cũng trong năm 2020, Hiệp hội sáng tạo "CTO", được giải mã là "Cool, Creative, Association" được ra mắt tại lễ kỷ niệm của chị gái của nhà soạn nhạc Alla Krutoy. Và để vinh danh cô, Dimash cùng Igor Krutoy tham gia tái hiện lại 2 bộ phim ngắn của Mark Zakharov "The Formula of Love" và "Ivan Vasilyevich Changes His Profession" do Timur Bekmambetov sản xuất.

### Các cuộc thi âm nhạc
Dimash Kudaibergen được biết đến như người khởi xướng cho cuộc thi âm nhạc quốc tế dành cho trẻ em "Baqytty Bala" (Happy Child). Cuộc thi lần đầu tiên được tổ chức năm 2018 tại Aktobe, Kazakhstan với 20 trẻ em đến từ 5 nước khác nhau tham dự. Dimash cũng xuất hiện với vị trí là thành viên ban giám khảo trong nhiều cuộc thi, bao gồm Bala Dausy, Slavic Bazaar năm 2018 và 2021, và là giám khảo khách mời trong chương trình Thanh nhập nhân tâm mùa 1 (Supervocal) của Trung Quốc.

## Giải thưởng và thành tựu
| Cuộc thi                   | Cuộc thi                                                                            | Cuộc thi                     | Cuộc thi                   |
| Ngày                       | Cuộc thi                                                                            | Địa điểm                     | Kết quả                    |
| -------------------------- | ----------------------------------------------------------------------------------- | ---------------------------- | -------------------------- |
| Tháng 2 - Tháng 3 năm 2019 | Cuộc thi The World's Best của CBS Talent                                            | Hollywood, CA, United States | Rút lui tại vòng bán kết   |
| Tháng 1 - Tháng 4 năm 2017 | Chương trình The Singer 2017 do đài truyền hình Hồ Nam tổ chức                      | Trường Sa, Trung Quốc        | Giải nhì                   |
| 13/07 - 19/07 năm 2015     | Lễ hội âm nhạc quốc tế Slavic Bazaar                                                | Vitebsk, Belarus             | Quán quân                  |
| Ngày 19 - 07 - 2013        | Lễ hội quốc tế dành cho những "Người biểu diễn trẻ" Meikin Asia                     | Cholpon-Ata, Kyrgyzstan      | Quán quân                  |
| Ngày 09 - 09 - 2012        | Cuộc thi quốc tế dành cho những "Người biểu diễn trẻ" Oriental Bazaar               | Yalta, Ukraine               | Giải nhất                  |
| Ngày 20 - 05 - 2012        | Cuộc thi của Đảng Cộng hòa dành cho những "Người biểu diễn dưới 30 tuổi" Zhas Kanat | Astana, Kazakhstan           | Quán quân                  |
| Năm 2010                   | Lễ hội quốc tế Sonorous Voices of Baikonur                                          | Baikonur, Kazakhstan         | Giải nhất                  |
| Năm 2000                   | Cuộc thi Aynalayin                                                                  | Aktobe, Kazakhstan           | Giải nhất (hạng mục piano) |

| Giải thưởng | Giải thưởng                                                                  | Giải thưởng                 | Giải thưởng |
| Ngày        | Sự kiện                                                                      | Địa điểm                    | Giải thưởng |
| ----------- | ---------------------------------------------------------------------------- | --------------------------- | --- |
| 25/12/2020  | Giải thưởng quốc gia dành cho Nhân vật được yêu thích nhất                   | Nur-Sultan, Kazakhstan      | "Hình tượng văn hóa của năm" |
| 29/06/2020  | Sina Awards                                                                  | Bắc Kinh, Trung Quốc        | "Nghệ sĩ nước ngoài được yêu thích nhất của năm" |
| 23/04/2020  | Annual ZD Awards                                                             | Moscow, Nga                 | "Bài hát cover của năm" cho màn trình diễn "Love is like a dream" ("Любовь, похожая на сон") của Dimash Kudaibergen (sáng tác bởi Igor Krutoy và bản gốc được thể hiện bởi Alla Pugacheva) |
| 03/03/2020  | Giải thưởng Ticketon hàng năm trong lĩnh vực Văn hóa, Nghệ thuật và Thể thao | Almaty, Kazakhstan          | "Pop Concert của năm" cho solo concert "Arnau" của Dimash Kudaibergen |
| 18/01/2020  | Giải thưởng quốc gia dành cho Nhân vật được yêu thích nhất                   | Nur-Sultan, Kazakhstan      | "Hình tượng văn hóa của năm" |
| 11/01/2020  | JSTYLE China Attitude Trend Setting Awards                                   | Pingyao, Trung Quốc         | "Nam ca sĩ xuất sắc nhất của năm" |
| 26/12/2019  | 10th DoNews RenRen Awards                                                    | Bắc Kinh, Trung Quốc        | "Ca sĩ nước ngoài được yêu thích nhất của năm" |
| 07/12/2019  | Chương trình Gala "Bài hát của năm"                                          | Moscow, Nga                 | "Ca sĩ của năm" "Giải thưởng dành cho nhà soạn nhạc Igor Krutoy, người viết lời Lilia Vinogradova và ca sĩ Dimash Kudaibergen cho "Olimpico" (Ogni Pitera) - một trong những bài hát được yêu thích nhất năm 2019" "Giải thưởng dành cho nhà soạn nhạc Igor Krutoy, nhà thơ Mikhail Gutseriev và ca sĩ Dimash Kudaibergen cho "Know" ("Знай") - một trong những bài hát được yêu thích nhất năm 2019" |
| 05/12/2019  | Giải thưởng âm nhạc quốc gia của Nga "Victoria"                              | Moscow, Nga                 | "Giọng ca xuất sắc nhất của năm cho hạng mục nhạc cổ điển" Giải thưởng đặc biệt dành cho "Nghệ sĩ mới của năm" |
| 16/12/2018  | The Silk Road Cohesion Awards                                                | Thượng Hải, Trung Quốc      | "Ca sĩ có tầm ảnh hưởng nhất của năm" |
| 01/12/2018  | Chương trình Gala "Bài hát của năm"                                          | Moscow, Nga                 | "Giải thưởng dành cho nhà soạn nhạc Igor Krutoy, nhà thơ Mikhail Gutseriev và ca sĩ Dimash Kudaibergen cho "Love of tired swans" ("Любовь уставших лебедей") - một trong những bài hát được yêu thích nhất năm 2018" |
| 10/02/2018  | Top Global Chinese Music Awards                                              | Bắc Kinh, Trung Quốc        | "Ca sĩ được yêu thích nhất của năm" |
| 01/02/2018  | Gala Lễ hội mùa xuân "Một vành đai, một con đường"                           | Bắc Kinh, Trung Quốc        | Giải thưởng "Đóng góp Xuất sắc cho Tình hữu nghị" |
| 27/01/2018  | Global Chinese Golden Chart Awards                                           | Bắc Kinh, Trung Quốc        | "Nghệ sĩ xuất sắc nhất của năm" |
| 18/01/2018  | Weibo Annual Awards                                                          | Bắc Kinh, Trung Quốc        | "Sức mạnh âm nhạc mới của năm" |
| 27/12/2017  | Golden Mango Star Awards                                                     | Trường Sa, Trung Quốc       | "Nam ca sĩ được yêu thích nhất" |
| 21/12/2017  | Gala Từ thiện thường niên Beauty Touching                                    | Bắc Kinh, Trung Quốc        | "Ca sĩ quốc tế xuất sắc nhất" |
| 02/12/2017  | iQIYI Awards Gala                                                            | Bắc Kinh, Trung Quốc        | "Nam ca sĩ được yêu thích nhất" |
| 29/11/2017  | Gala Đêm thời trang Times Awaken                                             | "Leader of Innovation Time" | -- |
| 14/11/2017  | Hollywood Music in Media Awards                                              | Hollywood, USA              | "Best Original Song" hạng mục "Trò chơi điện tử" cho bài hát "Ocean over time" - bài hát chủ đề của trò chơi "Moonblade" (sáng tác bởi Thomas Parisch và thể hiện bởi Dimash Kudaibergen) |
| 27/08/2017  | Fresh Asia Music Awards                                                      | Bắc Kinh, Trung Quốc        | "Nam ngôi sao nước ngoài xuất sắc nhất" |
| 27/08/2017  | Lễ hội âm nhạc quốc tế hằng năm Astana Voice                                 | Astana, Kazakhstan          | "Astana Dausy" (Giọng ca của Astana) |
| 09/08/2017  | Lễ hội Chinese Golden Melody                                                 | Hong Kong                   | "Nam ca sĩ được yêu thích nhất" |
| 20/07/2017  | Giải thưởng âm nhạc MTV Global Mandarin                                      | Thâm Quyến, Trung Quốc      | "Ca sĩ nước ngoài được yêu thích nhất" |
| 19/07/2017  | Gala âm nhạc Tencent MTV Asia                                                | Quảng Châu, Trung Quốc      | "Ca sĩ nước ngoài được yêu thích nhất " |
| 26/05/2017  | Gala âm nhạc OK! magazine                                                    | Bắc Kinh, Trung Quốc        | "Ca sĩ được yêu thích nhất của năm" |
| 09/04/2017  | Top Chinese Music Awards lần thứ 17                                          | Thâm Quyến, Trung Quốc      | "Ca sĩ quốc tế được yêu thích nhất" |
| 27/03/2017  | Chinese Top Ten Music Awards lần thứ 24                                      | Thượng Hải, Trung Quốc      | "Ca sĩ châu Á xuất sắc nhất" |
| 03/03/2017  | Giải thưởng của Tổng thống đầu tiên tại Kazakhstan                           | Astana, Kazakhstan          | 1 trong những người Kazakhstan vinh dự nhận được giải thưởng này |
| 22/01/2016  | Giải thưởng quốc gia dành cho Nhân vật được yêu thích nhất                   | Astana, Kazakhstan          | "Nghệ sĩ nhạc Pop xuất sắc nhất" |
| 28/12/2015  | Nhân vật của năm                                                             | Astana, Kazakhstan          | "Ca sĩ của năm" |
| 30/12/2014  | Giải thưởng Thanh niên Nhà nước Daryn của Chính phủ Cộng hòa Kazakhstan      | Astana, Kazakhstan          | Hạng mục "Sân khấu" |

| Danh hiệu  | Danh hiệu                                                          | Danh hiệu              | Danh hiệu |
| Ngày       | Sự kiện                                                            | Địa điểm               | Giải thưởng |
| ---------- | ------------------------------------------------------------------ | ---------------------- | --- |
| 06/12/2021 | "30 years – 30 names"                                              | Kazakhstan             | "Đóng góp quan trọng trong lĩnh vực văn hóa" ("For Merits in the field of culture")                                                                |
| 12/12/2019 | Nghị định của Tổng thống Cộng hòa Kazakhstan                       | Nur-Sultan, Kazakhstan | "Lao động tiêu biểu của Kazakhstan" (huy chương và danh hiệu vinh dự vì đóng góp đáng kể vào sự phát triển kinh tế xã hội và văn hóa của đất nước) |
| 11/12/2019 | Phiên họp thứ 40 của Maslikhat (nghị viện khu vực) của vùng Aktobe | Aktobe, Kazakhstan     | "Công dân danh dự của vùng Aktobe" |
| 29/09/2019 | Danh sách 30 người dưới 30 tuổi năm 2019 của Forbes Kazakhstan     | Kazakhstan             | 1 trong "30 người dưới 30 tuổi" có tầm ảnh hưởng nhất tại Kazakhstan năm 2019                                                                      |
| 16/12/2018 | Giải thưởng Liên kết Con đường tơ lụa                              | Thượng Hải, Trung Quốc | "Đại sứ trẻ của Con đường tơ lụa" |
| 29/09/2018 | Danh sách 30 người dưới 30 tuổi năm 2018 của Forbes Kazakhstan     | Kazakhstan             | 1 trong "30 người dưới 30 tuổi" có tầm ảnh hưởng nhất tại Kazakhstan năm 2018                                                                      |
| 01/06/2018 | Gặp gỡ Chủ tịch của Tổng cục Du lịch Kazakhstan Rashid Kuzembaev   | Aktobe, Kazakhstan     | "Đại sứ danh dự của du lịch Kazakhstan" |
| 01/02/2018 | Gala Lễ hội mùa xuân "Một vành đai, một con đường"                 | Bắc Kinh, Trung Quốc   | "Đại sứ hữu nghị" giữa Trung Quốc và Kazakhstan |
| 07/05/2017 | Đại sứ quán Trung Quốc tại Kazakhstan                              | Astana, Kazakhstan     | Nhận bằng khen danh dự về Ngoại giao |
| 26/04/2017 | Kỳ họp thứ 25 của Hội đồng Nhân dân Kazakhstan                     | Astana, Kazakhstan     | Nhận lời chúc từ Tổng thống Kazakhstan |
| 21/02/2017 | Chính quyền thành phố Thành Đô                                     | Thành Đô, Trung Quốc   | "Đại sứ danh dự về trải nghiệm văn hóa Trung Quốc"                                                                                                 |
| 30/12/2016 | State Grand                                                        | Astana, Kazakhstan     | "Lãnh đạo trong lĩnh vực văn hóa năm 2016" |
| 10/03/2016 | Diễn đàn Thanh niên Cộng hòa                                       | Aktobe, Kazakhstan     | Được vinh danh bởi Tổng thống Kazakhstan vì những thành tựu anh đạt được                                                                           |
| 02/02/2016 | Hội đồng Nhân dân Kazakhstan                                       | Astana, Kazakhstan     | Nhận bằng khen danh dự |

## Danh sách đĩa nhạc
Album
- iD (2019)
- Dimash Qudaibergen and Igor Krutoy (2021)